# 尤里庫奇耶夫島
尤里庫奇耶夫島是俄羅斯的島嶼，屬於法蘭士約瑟夫地群島的一部分，由阿爾漢格爾斯克州負責管轄，位於諾斯布魯克島西南面，最高點海拔高度303米。